# شكل

أشكال هندسية في المستوى (له بُعدان)

أشكال هندسية في المستوى (له ثلاثة أبعاد)

الشكل الهندسي لجسم ما موجود في الفضاء يرمز إلى جزء الفضاء الذي يشغله هذا الجسم محدداً بحدوده الخارجية.
من الممكن وصف الأشكال الثنائية الأبعاد البسيطة في الهندسة الرياضية مثل والنقطة والمستقيم والمنحني والمستوي وغيرهم.

## الأشكال الصلبة
يعتبر الشكل شكلاً صلباً إذا كان يتعرض فقط لعمليات الدوران والنقل والتحجيم المتناسق في الفضاء الإقليدي حيث لا تتغير الأبعاد النسبية للنقاط الواقعة عليه بمرور الزمن.

## الأشكال اللاصلبة
هي الأشكال التي تتشوه (مثلاً شكل جسم الإنسان الذي يأخذ أوضاع مختلفة) بمرور الزمن، وذلك بتغير الأبعاد النسبية بين نقاط الشكل.